# Drvena kapela sv. Andrije u Brezinama

## Drvena kapela sv. Andrije

### Povijest
Drvena kapela sv. Andrije u Brezinama spominje se prvi puta u kanonskim vizitacijama 1757. godine. Vizitator je opisuje kao drvenu filijalu bez stropa, s dobrim krovom i vratima. Sljedeći vizitator iz 1763. zateći ovu kapelu u lošem stanju, tako da se ubrzo iza toga gradi nova drvena kapela posvećena istom zaštitniku koja se uz kasnije dogradnje sačuvala do našnjih dana. 
Novu kapelu obišao je vizitator 1769. godine i zabilježio kako je sagrađena od hrastovih greda i ima strop, dobar krov i vrata. Nov zvonik iznad crkvenih vrata pokriven je daskama raznih boja. Unutrašnjost nije bila okrečena ni popođena, a kapela je imala tri prozora koja su se zadržala do danas.
Krajem 18. stoljeća kapelici je dograđena sakristija od istog materijala od kojeg su i stijene, tj. od hrastovih planki. Do 1866. ova je filijala podzidana kamenom i opekom. Vjerojatno 1911. godine, za vrijeme predsjednika crkvenog odbora Stanka Lončarevića, nadograđen je trijem, ovdje zvan cintor. Tom je prilikom zamijenjen i dotrajali drveni pokrov kapele. Umjesto cjepanih daščica, tzv. šindila, postavljen je betonski crijep, a cintor, krov zvonika, dio sakristije i apside pokriveni su limom. 1932. god., do tada zemljani pod, potaracan je opekom. Time je kapela sv. Andrije dobila svoj konačan izgled.

## Spomenik kulture
Zalaganjem Andrije Lončarevića-mlinara (1914. – 2000.), kapela sv.Andrije je od 1966. god. registrirani spomenik kulture A-kategorije.[nedostaje izvor]

## Oštećenja u ratu
Tijekom ratnih razaranja u Domovinskom ratu 1991./92. god. teško je oštećena izravnim minobacačkim pogodcima u apsidu i krovište.

## Obnova
Pod nadzorom Uprave za zaštitu kulturne i prirodne baštine, Konzervatorski odjel u Osijeku razrađen je projekt za obnovu.  Pod vodstvom pročelnika prof. Zvonka Bojčića i uz pomoć mr. Žarka Španićeka i dipl. inž. arh. Zorana Fumića napravljeni su projekti i razrađen najprikladniji način obnove. Obnovljena kapela sv. Andrije u Brezinama ne predstavlja kopiju njezinog izgleda u posljednjoj fazi uoči obnove. Najvidljivija promjena vanjštine sastoji se u vraćanju autentičnog pokrova od cijepanih hrastovih daščica – šindila. 
U unutrašnjosti je, pak, izostavljena blatna žbuka i stijene su samo obijeljene vapnenim mlijekom nanešenim izravno na drvenu podlogu, budući da je utvrđeno kako to predstavlja izvornu obradu unutrašnje strane stijene. Uz to, nastojalo se oblikovno istaknuti neke detalje kapele, pa su drvenoj ogradi trijema dodani ukrasni proboji i jednostavne rezbarije na stupovima, sve prema originalnim uzorcima iz narodnog graditeljstva ovog kraja.

## Otvorenje i posveta
Obnovljena kapela sv. Andrije posvećena 30. studenoga iste godine, na dan Sv. Andrije. Blagoslovio ju je požeški biskup mons.dr. Antun Škvorčević. Prisutni su bili: župnik župe Gaj, kojoj pripada kapela sv. Andrije, velečasni Marijan Prepeljanić, župnici okolnih župa, lipički gradonačelnik Stjepan Horvat, pročelnik Uprave za zaštitu kulturne baštine konzervatorskog odjela u Osijeku Zvonko Bojčić, prof. dr. Ivan Jelić voditelj odjela kardiologije bolnice Rebro u Zagrebu i mnogi gosti iz Brezina i okolnih mjesta Gaja, Janje Lipe, Poljane, Kukunjevca i drugih. 
- Građevinske radove izveo je gosp. Danijel Vondraček, tesar iz Grabarja kod Požege.
- Restauriranje oltara izveo je akademski slikar iz Ukrajine gosp. Vjačeslav Krivicki.
- Novu sliku sv. Andrije za oltar, naslikao je akademski slikar Matija Grgurević iz Lipika.
- Nove klupe, klecala, oltarski stol i ormar za sakristiju izradio je stolar Ivan Šimunović iz Lipika.
- Poticaj za obnovu kapele dao je Stjepan Lončarević iz Brezina